# Márcio Junqueira
Marcio Henrique Junqueira Pereira (Sobradinho, 27 de janeiro de 1968) é um radialista e político brasileiro. Atualmente é filiado ao Partido Republicano da Ordem Social (PROS).
Foi deputado federal por dois mandatos, sendo o último pelo Democratas (DEM).

## Biografia
Filiou-se ao Partido Trabalhista Brasileiro (PTB) em 1996, e tornou-se primeiro-secretário do Diretório Regional do partido, em Boa Vista, Roraima, em 1997. No mesmo ano deixou o partido para se filiar ao Partido da Social Democracia Brasileira (PSDB). No ano seguinte, filiou-se ao Partido Liberal (PL), assumindo a função de segundo-secretário do Diretório Regional do Partido, em Boa Vista. Radialista, entre os anos de 1998 e 2005, ocupou a diretoria executiva do Sistema Imperial de Comunicações.
Em 2008 foi cassado pelo Tribunal Regional Eleitoral de Roraima ao ser acusado de compra de votos. Em 2009 obteve no Tribunal Superior Eleitoral (TSE) uma medida cautelar que reverteu a decisão. Junqueira atribuiu sua cassação a perseguição política de grupo ligado a Romero Jucá.
Foi preso em abril de 2018 em Brasília na Operação Lava Jato por decisão do ministro do Supremo Tribunal Federal Edson Fachin.